# 西西里行省
西西里是罗马共和国第一个行省。罗马在公元前241年与迦太基的第一次布匿战争后控制了岛屿西部，并自前227年起指派一名裁判官治理此地。岛上的叙拉古王国在希伦二世统治时期尚为罗马盟邦，直至前212年于第二次布匿战争中被击败。此后西西里行省囊括了西西里本岛、马耳他岛以及其他较小的岛屿，如埃加迪群岛、埃奥利群岛、乌斯蒂卡岛、潘泰莱里亚岛等。
在罗马共和国时期，西西里岛为罗马城主要的粮食来源。罗马对其大肆压榨，于前2世纪引发了多次武装起义，是为羅馬奴隸起義。公元1世纪，西塞罗指控罗马裁判官维勒斯在西西里的暴行，从而闻名。在共和国终结前的内战中，西西里由塞克斯图斯·庞培控制。前36年，西西里最终落入奥古斯都手中，他对此地进行了大幅重组，在多个主要城市内设立了大型罗马殖民地。
羅馬帝國大部分时期内，西西里行省都风平浪静，导致其绝少在文献中提及。但是考古学及金石学研究揭秘了几个繁荣的城市，如西部的馬爾薩拉与巴勒莫，东部的叙拉古与卡塔尼亞。这些城市的组织方式与罗马帝国其他城市相似，很大程度上为自治管理。希腊语与拉丁语为岛上主要语言，但布匿語、希伯来语及其他语言也有人使用。岛上有一些犹太社区，亦有证据表明，自公元200年左右起，此地存在着大量基督教社区。
公元476年西罗马帝国灭亡前不久，西西里短暂落入汪达尔人手中，随后不久被意大利王国的奧多亞塞夺回，最终归于了拜占庭帝国。

## 历史

### 第一次布匿战争

第一次布匿战争期间的西西里

阿加托克利斯于前317年成为叙拉古僭主，并于前307或304年时成为西西里国王。公元前289年后，他手下的一伙雇佣兵占据了梅萨那（即墨西拿），这些自称为玛末丁人（意为「战神之子」）的匪徒杀戮放逐了梅萨那市民，并强占了他们的妻子。
为应对此情形，叙拉古将军希伦于公元前269年重组了佣兵团，将其置于掌控之下。之后，他开始向梅萨那推进。迦太基则乐于见到西西里岛分裂，以防单一势力坐大，故向玛末丁人提供援助。希罗返回到叙拉古后，接受了国王的头衔，成为西西里之王。玛末丁人被围困在城里，此后，他们决定驱逐迦太基人，转而向罗马寻求帮助。
而在罗马，就是否应当帮助玛末丁人产生了争论。此前罗马刚刚出兵惩戒了另一支盘踞在雷吉乌姆（今雷焦卡拉布里亚）的坎帕尼亚雇佣兵。除此之外，介入西西里局势无疑会与迦太基发生冲突。据亲迦太基的历史学家腓里努斯记述，罗马与迦太基之间曾签订条约，划分了各自的势力范围，其中西西里岛分配给了迦太基。这一条约为人所知，是因为波利比烏斯为否认其存在而提及了它。波利比乌斯还声称，罗马垂涎于西西里的财富，出于经济动机进行了干预。元老院最终决定施以援手。此非对迦太基正式宣战，但对西西里的干预足以成为交战缘由，这也标志着第一次布匿战争爆发。
这是罗马军队第一次踏出亚平宁半岛。希伦与迦太基联合进攻玛末丁人，现在又需面对瓦莱里乌斯·梅萨拉的军团。罗马军队将叙拉古人及迦太基人驱离。前263年，希伦倒向罗马一边并与之签订和平协定，向后者赔付了100塔兰同，以维护自己的权力。直至前215年离世，希伦都对罗马忠心耿耿，向其提供谷物及攻城器械一类的支援。这些援助对前262年攻克迦太基于阿格里坚屯的基地尤为重要。故在战后最终的和平协定中，迦太基被禁止进攻希伦及其盟友。但在叙拉古，亲罗马的情绪并不普遍，甚至有团体反对希伦而亲近迦太基。
第一次布匿战争结束后，罗马征服了岛上除叙拉古之外的大部分地区。叙拉古保留了很大程度的自治，但需要承认罗马的霸权。此外，叙拉古还获得了岛屿东部诸如阿克莱、伦蒂尼、麥加拉、艾爾羅、奈图姆、陶羅米尼姆等城市，可能还包括莫尔甘提纳与卡馬利納。
除腓里努斯外，还有一些作家亦以反罗马的立场描述布匿战争，例如斯巴达的索西卢斯。但是其作品饱受波利比烏斯批判，甚至被称为「理发店的低俗八卦」。昆图斯·费边·皮克托尔以亲罗马的视角叙述了这段历史，但亦遭到波利比乌斯鞭挞。古代资料对战争的记述非常片面，玛末丁人的动机未被提及，甚至在波利比乌斯的时代（约为第一次布匿战争爆发一百年后），罗马的观点也不尽相同。古代著作中迦太基与罗马之间战争无可避免的印象值得怀疑。摩西斯·芬利认为，迦太基在墨西拿海峡威胁罗马这一传统说法同样也解释不通，因为前者从未表现出任何向意大利扩张的意图。罗马库斯能未曾预见到，对梅萨纳的干预会引致如此大规模的冲突。根据波利比乌斯的记载，这一认识直到占领阿格里坚屯后才有所改变。此外，芬利认为，正是因为罗马建立了一支舰队，才得以在对等的条件下同迦太基作战。
罗马人占领西西里岛使得岛内各个势力在这一时期难以重建平衡。但可以确信的是，第一次布匿战争对此地造成了灾难性的影响。罗马与迦太基双方都犯下了战争罪行：公元前262年，250,000名阿格里坚屯居民被贩卖为奴；七年后，迦太基将其城墙拆毁，并纵火焚烧了城市。前258年，罗马在占领卡马林那后将当地人贩作奴隶，帕诺穆斯亦遭遇了相同命运，27,000人被作为奴隶出售（不过后有14,000人被赎回）。前250年，塞利努斯被罗马人夷为平地，直至古代晚期才重新有人定居。利列宾坚持抵抗罗马人的围攻长达十年之久，一直至埃加特斯群島海戰罗马获胜，第一次布匿战争终结。

### 设立行省
第一次布匿战争结束后，整个西西里岛都置于了罗马掌控之下。从前，罗马以直接兼并或签订不平等协定确立其霸权地位的方式来征服意大利。这些条约要求其盟友在需要时派遣部队，但无需任何形式的纳贡，保证了盟友实质性的自治。或许因为西西里岛内民族混杂，抑或为了以当地的财政弥补战争期间的支出，在西西里并未采用自治制度，而是使用了一种新的体系。

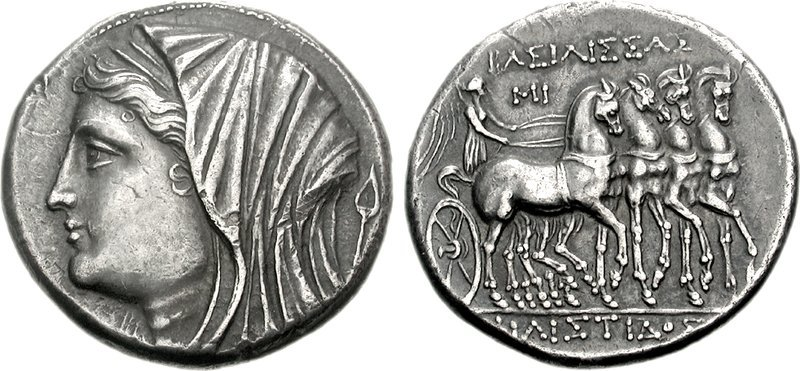
刻有希伦二世之妻菲里斯蒂絲图案的四德拉克馬银币，铸造于前218至214年之间

最终，行省内由一名裁判官担任总督，另有两名財務官协助处理财政问题，其中一名位于利列宾，另一名则在叙拉古。目前尚不清楚这一体系何时形成。菲利波·科尔利与迈克尔·克劳福德等学者认为，西西里管理可能委托给了一名赋有军事指挥权但无官方职衔的贵族，每年授予其行政和司法权力。此类特殊的总督在第一次布匿战争期间就有出现，第二次布匿战争亦然。
根据记载，前227年，罗马选出了两位新的裁判官，其中盖乌斯·弗拉米尼乌斯·尼波斯被派往西西里，马库斯·瓦莱里乌斯·列维努斯被派往新的行省——科西嘉與薩丁尼亞。自前227年起，罗马开始依据《粮食法》每年向西西里的社区征收谷物，当时，收成的十分之一都需上缴。此系统可能继承自叙拉古王国，而后者又来自于托勒密王國的谷物税。这些收成（decuma，意为“十分之一”）由出价最高者承包，这些包税者们则被称为。

### 第二次布匿战争

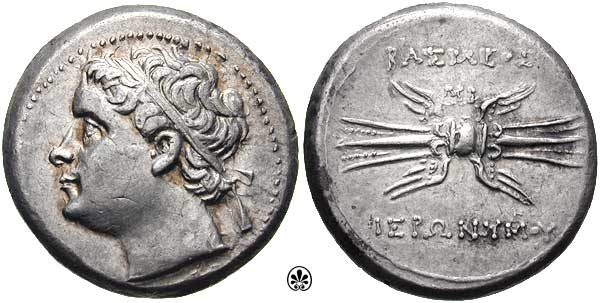
绘有叙拉古国王希罗尼穆斯的硬币

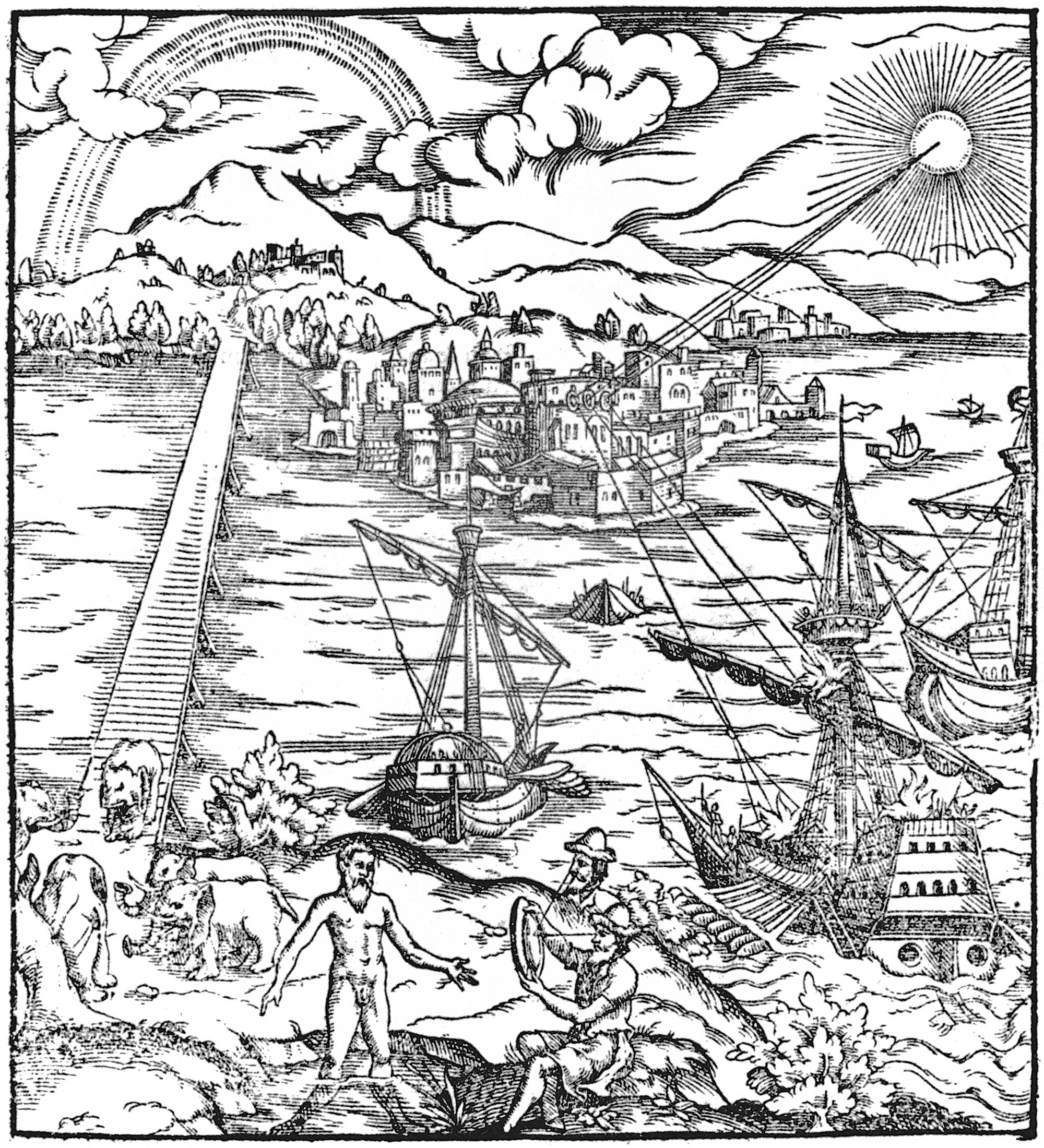
公元前212年，据传阿基米德的反光镜曾被用以防御叙拉古城池（来自于《光学宝鉴》卷首插画）

第二次布匿战争由汉尼拔挑起，自公元前212年一直持续到了前202年。他意识到意大利盟邦于罗马的重要性，于是决定在意大利本土与罗马作战。汉尼拔经由高卢，翻越阿尔卑斯山脉，进入意大利。前216年，罗马在坎尼會戰中战败，其后进入了一段尤为艰难的时期。次年，希伦二世过世，其十五岁的孙子希罗尼穆斯继任，并倒向迦太基。此时期正值叙拉古城内的亲罗马贵族派与亲迦太基民主派之间爆发激烈冲突。汉尼拔派遣了两位叙拉古血统的兄弟希波克拉底斯与艾匹塞得斯前往，以动员人们抵抗罗马。
坎尼战争后，罗马将幸存的军队派往西西里岛作战且禁止离开，作为其耻辱战败的惩罚。希罗尼穆斯投靠迦太基后，罗马开始向叙拉古派遣军队，而迦太基亦向西西里派兵，与之争夺岛屿的控制权。公元前212年，可能因城内贵族的背叛，或是迦太基军中西班牙雇佣兵的出卖，叙拉古被罗马将领马克卢斯攻破。不过因为城市的地形、阿基米德制造的防御器械、以及众多的防御工事，罗马军队付出了高昂代价。城破后，许多居民被杀，其中就包括阿基米德。
马克卢斯随后将大量战利品运往罗马，其中包括来自于神庙或是公共建筑的物品（他也因此遭到波利比乌斯批评）。据李维描述，此次掠夺来的赃物第一次激发了罗马人对希腊艺术的热情。不过罗马人认为，将叙拉古人厌恶的马克卢斯换下，由马库斯·瓦莱里乌斯·列维努斯接任是一个合适的选择。经此一系列事件后，叙拉古并入到了西西里行省，并成为其首府所在地。
如今除阿格里坚屯外，整个西西里都纳入到罗马的直接掌控之下。该城一直坚持到了前210年，直至遭到努米底亞雇佣兵的出卖。是年夏季，罗马即将召开百人会议，选举新的执政官。组织会议的任务原本应当由马克卢斯负责，但在元老院将其召回时，他回信称自己无法不顾汉尼拔而返回罗马。元老院就将其召回还是取消选举陷入了两难境地。最终，元老院决定召回瓦莱里乌斯，并委派了一名城市大法官为其带去消息，附以马克卢斯给元老院的信，解释将其召回的原因。
瓦莱里乌斯率领十只船自罗马出发，安然到达西西里，他将行省以及军队掌控权委托给裁判官卢基乌斯·辛齐乌斯·阿利门图斯，之后派遣舰队司令马库斯·瓦莱里乌斯·梅萨拉率部分舰队前往非洲，以调查迦太基的准备情况，并袭击其领土。返回罗马后，他向元老院报告称西西里岛已无迦太基军队，流亡者也开始返回家园，继续耕作。但这之中存在有夸大成分，因为在公元前209年，他花费了几乎整年来恢复当地农业。至此，西西里的独立终结，且大多数商业活动也都转到了意大利。但在前210年，元老院决议再次恢复了叙拉古的自治权。

### 共和国晚期
此后，西西里成为罗马最为繁荣与和平的省份之一，尽管爆发了两次大规模奴隶起义。第一次起义自前138年持续到前132年，奴隶领袖攸努斯在恩纳起事，将其定为首都，并攻占了陶羅米尼姆。他还多次击败罗马军队，但在前133年，其军队在梅萨那附近被罗马执政官普布里乌斯·鲁庇里乌斯击溃。次年，随着陶罗米尼姆和恩纳被攻陷，起义被镇压，大约有20,000名奴隶被钉在十字架上。第二次起义爆发于前104年，西西里西部由阿西尼奥领导，东部领袖则为萨尔维乌斯·特里丰。前101年，起义最终被马尼乌斯·阿基利乌斯 (前101年执政官)平定。狄奥多罗斯对这两次起义进行过描述，表明西西里岛上有着数量庞大的地中海东部奴隶（约20万名），并对岛上的经济与社会产生了重大影响。
前82年，第二次苏拉内战接近尾声，独裁官苏拉指派年轻将领庞培前往西西里，以整顿这个刚刚自盖乌斯·马略支持者手中解放出来的岛屿，从而保证罗马的谷物供应。庞培打击反对者，驱逐其敌人，并处死了执政官克奈乌斯·帕皮里乌斯·卡尔博。此时期的政府由一名裁判官主管，并有两名财务官协助财政事宜。一位在叙拉古，一位在利列宾。有些社区仍旧举行集会，但是权力愈发集中在当地精英手中。
前73至71年，行省裁判官盖乌斯·维勒斯因敲诈、劫掠、偷窃而备受当地人指责，西塞罗在罗马起诉了他，他在法庭上的演讲如今仍留存于世。西塞罗强调维勒斯为了个人利益征收严苛的粮食税，盗窃艺术品，甚至是祭祀用的供品。维勒斯曾希望借助朋友的力量和对法律程序的操纵，确保自己无罪释放，但在演讲之后，被迫开始流亡。
公元前70年，裁判官路奇乌斯·凯奇利乌斯·梅特路斯击溃出没于西西里及坎帕尼亚附近海域的海盗。这些海盗曾在前69至68年间洗劫了加埃塔与奥斯提亚，并在麥西儂掳走了马克·安东尼·奥雷托尔之子。此后在前61年对海盗的作战中，西西里附近海域由普罗提诺·瓦鲁斯负责。前61年，克洛狄烏斯曾在西西里担任财务官。

### 西西里叛乱
维勒斯离任之后，西西里很快恢复过来。但是，前49至前45年间的凯撒内战打断了正常的贸易活动。凯撒的反对者们占据此地，将其作为袭击北非或抵御非洲袭击的营地。然而，阿西纽斯·波利奥来到岛上，推翻了小加图，将其归于尤利烏斯·凱撒掌控之下。至此，凯撒的军队便可以从利列宾出发，进攻北非的庞培支持者。
但形势在前44年凯撒被暗杀之后发生了变化。公元前42年，元老院任命庞培之子小庞培为海军舰队司令。小庞培与屋大维、马克·安东尼以及雷必达三人组成的后三头同盟产生冲突，被宣判为「公敌」，理由是自伊庇鲁斯招募其他公敌及逃亡奴隶，并从事各种海盗行为。小庞培控制了米莱、汀達律斯以及梅萨那，此后又控制了整个西西里。他先杀掉当地的裁判官，尔后在雷吉乌姆的一场海战中击败了屋大维的雷加圖斯（公元前40年）。西西里向罗马运送的谷物的渠道被小庞培掌控。起初屋大维对此无能为力，但在随后他们达成了妥协。前39年，小庞培与后三头同盟签订合约，三头同盟承认小庞培对西西里、撒丁和科西嘉的控制，并承认投奔其奴隶的人身自由。作为交换，小庞培承诺解除对罗马的封锁，恢复罗马的谷物供应，并不再招募奴隶。然而，协议未得到遵守，双方不久之后即重新开战。这一冲突双方可能有20万人及1000艘战舰参与，西西里遭到了极大破坏，尤以汀达律斯和梅萨那最为严重。
屋大维在前37年的梅萨那海战中被击败，此后于次年八月被再次击败。但其下属阿格里帕在同年九月摧毁了小庞培的舰队。之后，屋大维向西西里征收高额赔款，并严厉惩罚抵抗他的城市。小庞培手下的三万名奴隶归还原主，另有六千没有主人的奴隶遭刺死。
前31年的亞克興戰役胜利之后，屋大维掌握了共和国的至高权力。公元前27年，元老院授予其「奥古斯都」称号。

### 奥古斯都行政改组

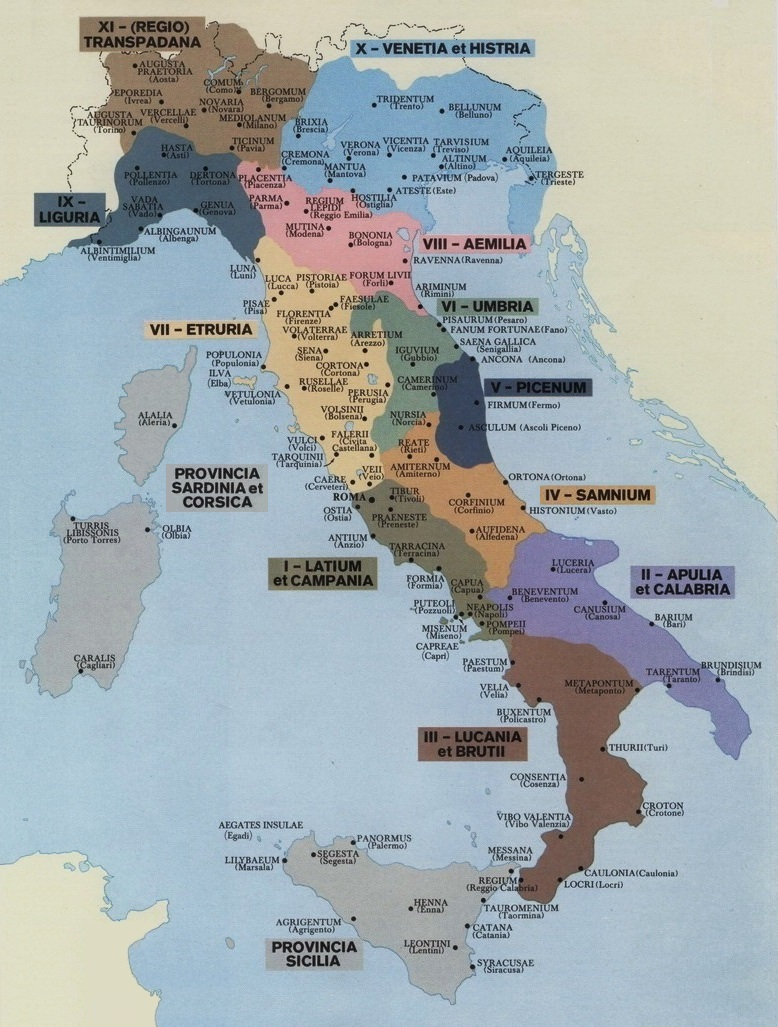
奥古斯都时期的意大利，约公元7年

三头同盟与小庞培的冲突结束之后，西西里已经满目疮痍。城市与乡间皆被战火摧毁，大量土地因主人死亡逃难，或作为惩罚被屋大维没收而荒芜。西西里的部分为皇帝所有，但是其中有一大块地区（可能位于卡塔尼亚平原）则被赐予了阿格里帕。在其过世后，大部分财产都转赠给了奥古斯都，西西里的其他土地可能也是以同样的方式归入奥古斯都名下。其他农田，尤其是那些位于东部及北部沿海的土地则被分配给了曾在屋大维军团中服役的老兵。
此后奥古斯都对整个帝国，尤其是西西里省进行了行政改组。他在西西里设立了大量由老兵组成的殖民地，但是具体年表并不明晰。第一项举措于公元前36年施行，陶羅米尼姆首先成为殖民地。奥古斯都于前22或前21年到达其巡视全国的第一站——西西里。其他改革措施也不断推出，到了改革完成之时，西西里岛上已经有了六个殖民地，分别为叙拉古、陶羅米尼姆、汀达律斯、帕諾穆斯、卡塔尼亞和泰尔米尼伊梅雷塞。人口的流入可能是为了弥补内战期间人口的损失，也有可能是奥古斯都在胜利后对当地的惩罚。殖民地的市民虽然通常有都拥有罗马公民权，可以进入国家的更高层，但在先前定居于此的希腊人之中，这些权限可能仅限贵族所有。无论如何，人口的流入对拉丁语在西西里的传播起到了重要作用。
梅萨那、里帕拉，可能还有利列宾、阿格里坚屯、哈莱萨成为比殖民地低一级的自治城市。这些城市没有安置老兵，仅是因为其对奥古斯都的忠诚而被授予特权。森图利派、奈图姆和塞杰斯塔成为了拉丁城邦，其他城市则依旧保持着行省设立以来的状态。
但是这些特权并不意味着自动免于向罗马纳税。可以合理假设，与其他意大利以外的殖民地相同，西西里的殖民地亦需纳税。只不过谷物什一税改为了财产税，可能还有人頭稅。可能是因为埃及成为了新的谷物供应来源，故奥古斯都进行了这项改革，尽管西西里的农业产品仍在继续送往罗马。

### 元首行省时期
在奥古斯都与戴克里先之间的这段时期几乎没有相关的历史文献记载。公元68年，可能因卢修斯·克洛狄乌斯·马瑟于北非起兵反叛，此地陷入混乱之中。韦斯巴芗在任之时曾于帕诺尔莫斯及塞傑斯塔安置老兵与自由民。专门从事出口农业（粮食，橄榄油，葡萄酒）的大庄园在这一时期在社会和经济中发挥了重要作用。但在公元一二世纪，西西里经济萧条、城市生活水平下降、村庄遗弃、富人们皆非本地居民。老普林尼行经此地，见到农田中只有奴隶在工作，而无罗马农民，他认为大庄园已经毁掉了意大利，也将会毁掉各个行省。此外，该地被罗马政府忽视，沦为奴隶和强盗的流亡避难场所。在《罗马帝王纪》中记载过加里恩努斯统治时期西西里的一次奴隶起义。
4世纪伊始，西西里乡村地区进入了一个新的繁荣时期，商业定居点和农村似乎达到了其扩张与活动的顶峰。原因是两方面的：首先，与北非重新建立的商业联系使得对意大利的粮食供应扩大，西西里岛在两大洲之间新的商业路线中扮演了重要角色。其次，最富有的骑士与元老阶层因税收负担不断增加且不得不资助贫困百姓，而放弃城市生活迁往乡下庄园。

### 基督时期

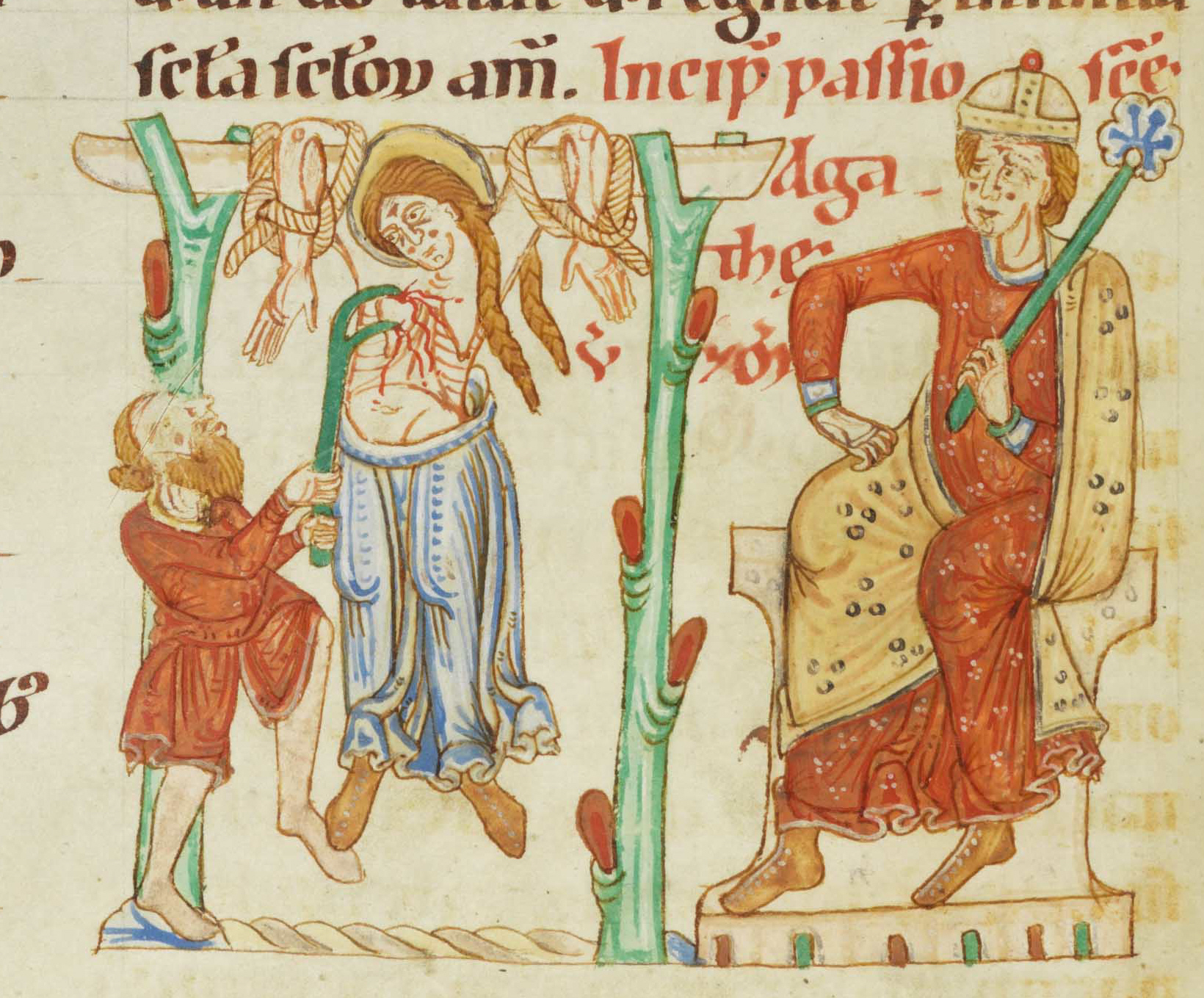
圣阿加莎殉教之场景，绘制于12世纪末期

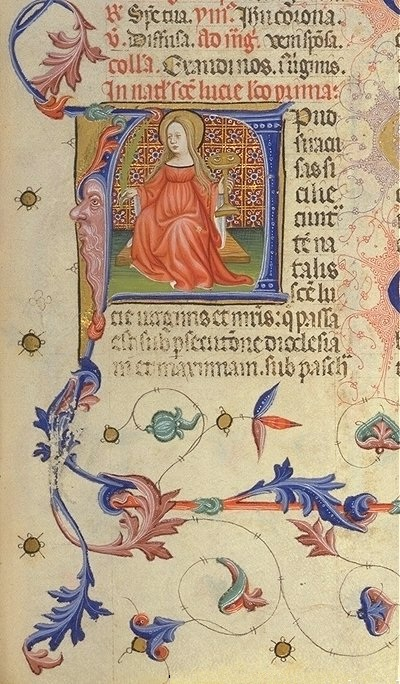
聖露西

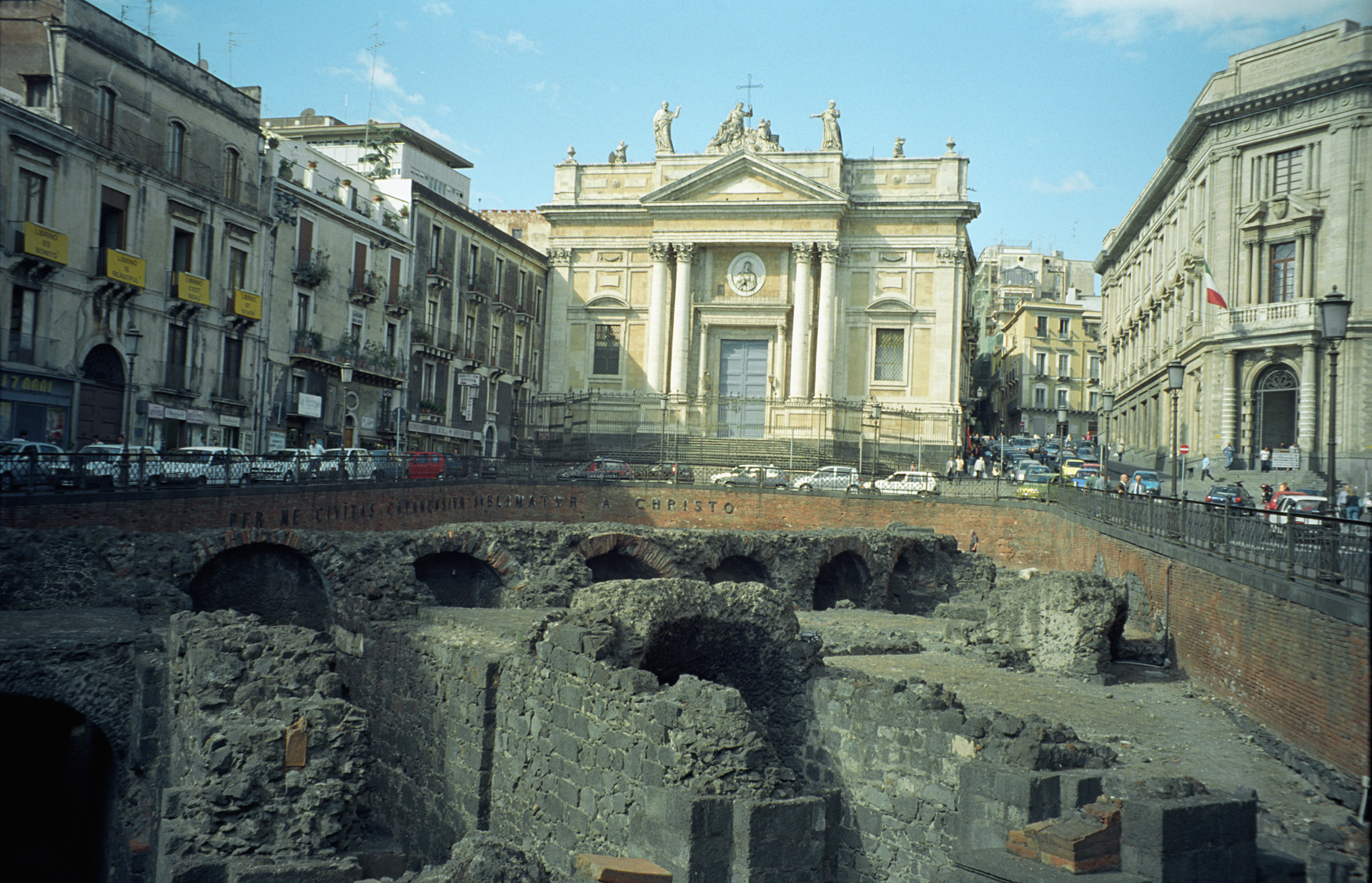
卡塔尼亞古競技場，可能建造于2世纪，背景中的圣比亚焦教堂 (卡塔尼亚)建于18世纪

首次提到基督徒出现在西西里的记载为《使徒行传》（28.12–13）：“到了叙拉古，我们停泊三日，又从那里绕行，来到利基翁（雷吉乌姆）。”据此记载，使徒保罗在其自黎凡特前往罗马的行程中，曾途经西西里。此时的叙拉古仍旧是前往罗马商路上的一站，保罗可能在此接受了一个犹太社区招待。在保罗之后，一直到公元3世纪之前都再无任何来源明确提到过岛上存在有基督徒。
有诸多传说将基督教降临西西里岛与保罗在岛上的短暂停留联系起来，但亦有说法称其到来之前西西里就已经有基督徒的存在，且正因如此他才在岛上停留。但是《使徒行传》并未提及到这些。这些传说可能是为了将基督教降临西西里的时间尽可能提早，以此来加强西西里教会的权威。
最早有关西西里教会的记载出现在250至251年间由罗马寄给迦太基主教居普良的一封信件，当时正值德西乌斯迫害基督徒，信件中讨论了叛教的问题，因为当时一些基督徒面对罗马的迫害而被迫为异教神灵举行仪式。信中提及还有一封同样的信件被寄往了西西里，表明西西里岛上的叛教问题也被认真对待，且基督徒在当地的存在已经足够重要。当地的基督徒社区可能在2世纪末3世纪初得以发展，最早的考古学证据正是出自这一时期。
在德西乌斯与戴克里先对基督徒的迫害中，涌现出了两位知名的殉道者，分别为圣阿加莎与聖露西，但是她们的故事均在两百年后的书籍中才有记述。这些来源似乎想要把两人与西西里东部的两座最重要的城市联系在一起：圣阿加莎家乡为卡塔尼亚，圣露西的家乡则为叙拉古。而且显而易见，岛上的所有圣人皆为女性，如巴勒莫的宁法、奥利维亚、圣克里斯蒂娜等。对女性形象的强调也许折射了旧时西西里宗教对女性神灵的重视。
而这一时期出土了两处相关的铭文。其一为1730年发现于卡塔尼亚的朱莉娅·弗洛伦蒂娜墓志铭，现藏于巴黎卢浮宫。该铭文最早可追溯至公元3世纪，其以拉丁文记录了一位一岁多的孩子被葬于殉道者旁边。这是有关岛内基督教的最早直接证据。另一则墓志铭则是用希腊语作成，于19世纪末期在叙拉古出土，可追溯到5世纪初期。该铭文表明了当地对圣露西的崇拜。同一时期，对阿加莎的崇拜也在罗马与迦太基得到了证实。
罗马停止对基督徒的迫害后，教会开始进入了扩张阶段，其内部也就教义出现了激烈的辩论，于是召开了教会会议以化解分歧。優西比烏在其《教会史》中收录了君士坦丁大帝寄送给叙拉古主教的一封信，邀请他参加314年的阿尔勒宗教会议。该主教在阿尔勒担任了重要的组织角色，表明了西西里教会的地位。
修行制度最早于4世纪出现于西西里。根据记载，禁欲者希拉里翁自埃及游历至帕基诺，随后在西西里（可在今日的伊斯皮卡）修行了三年。这也使得他在当地声名鹊起。但对西西里影响更大的是集体修行，有诸多相关的记载，当时主要以圣巴西勒院规进行修行，直到诺曼时期才有圣本笃修道院的出现。部分僧侣使用拜占庭礼，另一些则通行拉丁礼。修道在当地得以发展可能是因为西西里土地狭小，而且除了几次奴隶起义外，一直局势太平，是帝国西部最安定的地区之一。

### 西罗马帝国灭亡之后
5世纪的民族大遷徙使西罗马帝国陷入严重危机，410年，亚拉里克一世带领西哥特人洗劫罗马，476年，奧多亞塞废黜西罗马最后一任皇帝罗慕路斯·奥古斯都。这一时期西西里相对安宁，吸引了诸多人来此。一如先前，大量元老来此获取土地，高级官员来此学习、娱乐、狩猎，361年至362年的行政长官小維留斯·尼科馬庫斯·弗拉維安努斯就在恩纳附近有一处地产，他于此修订了李维《罗马史》的前十卷。亦有难民流落此地，如小梅兰尼亚，她在410年亞拉里克一世围攻罗马时逃脱，并与丈夫朋友一同躲避在梅萨纳。
亞拉里克原本打算继续进攻西西里，但其舰队在海峡上遭风暴摧毁，最终不得不放弃计划。
汪达尔国王蓋薩里克于430年代占据了阿非利加行省，其后开始进行劫掠。437年，汪达尔人袭击了西西里海岸。439年10月占领迦太基并俘获部分西罗马舰队后，又组织了对整个地中海的侵袭，尤以西西里与萨丁尼亚、科西嘉、巴利亞利群島为甚。442年，因西罗马舰队无力击败汪达尔人，东罗马皇帝狄奧多西二世派出一支军队出征，但因波斯人与匈人寇边，这支队伍被召回，无功而返。西罗马皇帝则继续防御西西里。468年，西西里岛落入汪达尔人手中，不过在476年，奧多亞塞又将其收复。

## 文化
在共和国时期，西西里的主要通行希腊语，因为罗马人并未设定政策在社区中强制推行拉丁语。即便在西塞罗时期，希腊语也是精英阶层的主要语言，在其著作《诉维勒斯》中提及的西西里人几乎都有希腊名字 。他还提到当时通行此地的希腊历法，希腊节日，西西里城邦之间的关系、泛希腊圣地德尔斐、奥林匹克运动会西西里胜利者以及希腊公民建筑。当时的文学作品几乎全为希腊语，文人有狄奥多罗斯和凯基利乌斯等。
部分非希腊语（西坎尼语、西库尔语、伊利米语及布匿語）可能仍在乡村地区继续使用，且用于传统的宗教崇拜当中，但是精英阶层和书面语境中却罕有使用。布匿语使用的直接证据只有公元一二世纪位于艾古萨的一则简单题字。一些玛末丁人可能继续操持意大利方言。
随着帝国初期六个罗马殖民地的设立，西西里首次涌入了大量拉丁语使用者，拉丁语和希腊语并行的情况一直持续到了拜占庭时期。不过总体而言，在帝国时期，拉丁语在越来越多的地区取代了希腊语，希腊语仍颇具历史声望且有众多人口使用。拉丁语则成为了贵族使用的语言，如卡尔普尔尼乌斯·西库路斯、费尔米库斯·马特尔努斯等人就以拉丁文著述文学作品。尽管潘代諾、墨西拿的阿里斯托勒斯、普罗布斯等人依旧使用希腊语写作。这一时期其他的语言几乎消失，尽管根据阿普列尤斯的记载，帝国末期时布匿语仍有使用。岛内还有许多犹太及撒玛利亚社区，不过他们多使用希腊语或拉丁语。5世纪之后希腊语开始再次兴起，直到穆斯林统治该地。

### 脚注
1. ↑  宫秀华 2015，第1頁
2. ↑  . data.perseus.org.   [2017-03-03]. （原始内容存档于2019-09-16）.
3. ↑  Brennan, T. Corey. . Oxford; New York: Oxford University Press. 2000-01-01: 91–93  [2019-05-28]. ISBN 0195114590. （原始内容存档于2019-09-16） （英语）.
4. ↑  .   [2019-05-28]. （原始内容存档于2014-07-20）.
5. ↑  Polybius 1.7.3–4; Finley 2009，第27頁
6. ↑  Geraci e Marcone, op. cit., p. 86.
7. ↑  Finley 2009，第129–130頁
8. ↑  Finley 2009，第132頁
9. ↑  Geraci & Marcone, op. cit., pp. 86–87.
10. ↑  Geraci & Marcone, op. cit., p. 87.
11. 1 2 3 4 5 6  Guidetti, op. cit., p. 323.
12. ↑  Benigno e Giarrizzo, op. cit., vol. I, p. 59.
13. ↑  Cited Finley 2009，第132頁
14. ↑  Polyb.1.20.1–2
15. ↑  Finley 2009，第133頁
16. ↑  Finley 2009，第132–133頁
17. ↑  Finley 2009，第134頁
18. 1 2 3  Geraci & Marcone 2004，第89頁.
19. 1 2  。Guidetti 2004，第322頁
20. ↑  Michael Crawford（英语：Michael Crawford）, Coinage and Money Under the Roman Republic: Italy and the Mediterranean Economy （页面存档备份，存于）, University of California Press, 1985, p. 104.
21. ↑  Geraci e Marcone, op. cit., p. 90.
22. ↑  Thomas D. Frazel. . Vandenhoeck & Ruprecht. 2009: 197. ISBN 978-3-525-25289-5.
23. ↑  Geraci & Marcone 2004，第92–93頁
24. ↑  Livy, Periochae ab Urbe condita libri, 23.10.
25. 1 2 3 4  Finley 2009，第137頁.
26. ↑  Livy, Periochae ab Urbe condita libri, 24.3.
27. ↑  Livy, 25.40.2
28. ↑  Benigno & Giarrizzo 1999，第1.60頁
29. ↑  Livy, 27.4.1–2
30. ↑  Livy, 27.4.3–4.
31. ↑  Livy, 27.5.1–2
32. ↑  Livy 27.5.2–4.
33. ↑  Finley 2009，第137–138頁
34. ↑  Finley 2009，第138頁
35. ↑  Livy, Periochae ab Urbe condita libri, 56.9, 58.8, 59.2.
36. ↑  Umberto Benigni, "Sicily." （页面存档备份，存于） The Catholic Encyclopedia, Vol. 13 (New York: Robert Appleton Company, 1912). Last accessed: 30 May 2014
37. ↑  Livy, Periochae ab Urbe condita libri, 89.2.
38. ↑  Appian, Mithridatic Wars, 93.
39. ↑  Livy, Periochae ab Urbe condita libri, 98.3.
40. ↑  Florus, Compendium of Livy, 1.41.6.
41. ↑  Cassius Dio Roman History, 36.22.2.
42. ↑  Florus, Compendium of Livy, 1.41.9–10.
43. ↑  Appian, Mithridatic Wars, 95.
44. ↑  Fezzi, Il tribuno Clodio, p. 44.
45. ↑  Finley 2009，第169頁.
46. 1 2  Livy, Periochae ab Urbe condita libri, 123.1.
47. ↑  Finley 2009，第170頁.
48. ↑  Livy, Periochae ab Urbe condita libri, 128.1.
49. ↑  Livy, Periochae ab Urbe condita libri, 127.5, 128.1 & 129.1–4.
50. ↑  Finley 2009，第171頁.
51. ↑  Finley 2009，第172頁.
52. 1 2  Benigno & Giarrizzo, op. cit., vol. I, p. 64.
53. ↑  Finley 2009，第173頁.
54. 1 2 3  Finley 2009，第174頁
55. ↑  Finley 2009，第175頁
56. ↑  Pliny's Natural History, 13.92, 17.192, 18.17, 18.35, 18.261 and 18.296
57. ↑  Benigno & Giarrizzo, op. cit., vol. I, pp. 63–65.
58. ↑  Benigno & Giarrizzo, op. cit., vol. II, pp. 1–2.
59. ↑  Benigno & Giarrizzo, op. cit., vol. II, p. 2.
60. ↑  Benigno & Giarrizzo, op. cit., vol. II, p. 7.
61. ↑  Benigno & Giarrizzo, op. cit., vol. II, p. 6.
62. ↑  Benigno & Giarrizzo, op. cit., vol. II, pp. 7–8.
63. ↑  Benigno & Giarrizzo, op. cit., vol. II, p. 8.
64. ↑  Benigno & Giarrizzo, op. cit., vol. II, pp. 9–10.
65. ↑  Benigno & Giarrizzo, op. cit., vol. II, p. 10.
66. ↑  Benigno & Giarrizzo, op. cit., vol. II, pp. 10–11.
67. ↑  Finley 2009，第201頁
68. ↑  Benigno & Giarrizzo, op. cit., vol. II, p. 11.
69. ↑  Benigno & Giarrizzo, op. cit., vol. II, pp. 11 & 13.
70. ↑  Symmachus, Epistulae, ii.30, vi.57,66.
71. ↑  Codex Mediceus; Charles W. Hedrick, History and Silence: Purge and Rehabilitation of Memory in Late Antiquity, University of Texas Press, 2000, ISBN 0-292-73121-3, p. 181-182).
72. ↑  Benigno & Giarrizzo, op. cit., vol. II, pp. 12–13.
73. ↑  Benigno & Giarrizzo, op. cit., vol. II, p. 18.
74. ↑  J. B. Bury, The History of the Later Roman Empire, pp. 254, 327, 333, 336 and 410; John Moorhead, Theodoric in Italy (Oxford University Press, 1992), p. 9.
75. ↑  Varvaro 1981，第33頁
76. 1 2 3  Finley 2009，第155頁.
77. ↑  Rohlfs, 1984 & p. 22
78. ↑  Varvaro 1981，第35頁.
79. ↑  Varvaro 1981，第38頁.
80. ↑  Finley 2009，第189頁
81. ↑  Varvaro, 1981 & pp. 45–46.
82. ↑  Apuleius, Metamorphoses 11.5.2: Siculi trilingues, which might be Latin, Greek and Punic
83. ↑  Varvaro 1981，第50頁.

### 书籍
- 宫秀华; 王允. . 中国社会科学网. 2015  [2019-06-04]. （原始内容存档于2019-06-04）.
- Benigno, Francesco; Giarrizzo, Giuseppe.  1. Roma-Bari: Laterza Editore. 1999. ISBN 88-421-0533-3.
- Benigno, Francesco; Giarrizzo, Giuseppe.  2. Roma-Bari: Laterza Editore. 1999. ISBN 88-421-0534-1.
- Dreher, Martin. . Bologna: il Mulino. 2010. ISBN 978-88-15-13824-8.
- Finley, Moses Israel.  8. Roma-Bari: Editori Laterza. 2009 [1970]  [2019-05-28]. ISBN 978-88-420-2532-0. （原始内容存档于2019-02-19）.
- Geraci, Giovanni; Marcone, Arnaldo. . Firenze: Le Monnier. 2004. ISBN 88-00-86082-6.
- Guidetti, Massimo (编). . Editoriale Jaca Book. 2004  [2019-05-28]. （原始内容存档于2019-02-19）.
- Lyons, Claire L.; Bennett, Michael; Marconi, Clemente (编). . Getty Publications. 2013. ISBN 978-1-60606-133-6.
- Manganaro, Giacomo. . Romeo, Rosario  (编). . vol. 2. La Sicilia antica 2. Roma: Editalia. 1997: 309–363 [1979].
- Momigliano, Arnaldo; Woodhead, Arthur Geoffrey. . Hammond, Nicholas; Scullard, Howard  (编). . Milano: Edizioni San Paolo. 1995. ISBN 88-215-3024-8.
- Rohlfs, Gerhard. . Palermo: Sellerio. 1984  [2019-05-28]. （原始内容存档于2019-02-19）.
- Varvaro, Alberto. . Palermo: Sellerio. 1981  [2019-05-28]. （原始内容存档于2019-02-19）.
- Ziółkowski, Adam. . Mondadori. 2006  [2019-05-28]. （原始内容存档于2019-02-19）.